# Guatteria rostrata
Guatteria rostrata är en kirimojaväxtart som beskrevs av Erkens och Paulus Johannes Maria Maas. Guatteria rostrata ingår i släktet Guatteria och familjen kirimojaväxter. Inga underarter finns listade i Catalogue of Life.